# Megachile fulvipennis
Megachile fulvipennis är en biart som beskrevs av Smith 1879. Megachile fulvipennis ingår i släktet tapetserarbin, och familjen buksamlarbin. Inga underarter finns listade i Catalogue of Life.